# Lista consorților regali englezi
Vezi și: Lista monarhilor englezi.
Consorții regali englezi au fost soțiile/soții monarhilor regatului Angliei. Cei mai mulți dintre consorți au fost femei și au deținut titul de regină consort. Regatul Angliei s-a unit cu cel al Scoției în 1707 și s-a numit Regatul Marii Britanii. Astfel, de la aceea dată nu au mai existat consorți englezi.
- Pentru consorții britanici vezi Lista consorților regali britanici

## Casa de Mercia 774–796
| Portret | Nume       | Părinți | Naștere | Căsătorie | A devenit consort | Încoronare | A încetat să fie consort               | Deces     | Soț  |
| ------- | ---------- | ------- | ------- | --------- | ----------------- | ---------- | -------------------------------------- | --------- | ---- |
|         | Cynethryth | –       | –       | –         | –                 | –          | 26 sau 29 iulie 796 la decesul soțului | după 798. | Offa |

## Casa de Wessex, 802–1013
| Portret | Nume                   | Părinți                                                               | Naștere       | Căsătorie             | A devenit consort | Încoronare | A încetat să fie consort                | Deces                  | Soț                 |
| ------- | ---------------------- | --------------------------------------------------------------------- | ------------- | --------------------- | ----------------- | ---------- | --------------------------------------- | ---------------------- | ------------------- |
|         | Redburga               | –                                                                     | –             | –                     | –                 | –          | –                                       | –                      | Egbert              |
|         | Osburh                 | Tată, Oslac                                                           | –             | –                     | –                 | –          | –                                       | –                      | Æthelwulf           |
|         | Judith                 | Tată, Carol cel Temerar Mama, Ermentrude de Orléans.                  | octombrie 844 | 1 octombrie 856       | 1 octombrie 856   | –          | 13 ianuarie 858 la decesul soțului      |                        | Æthelwulf           |
| 858     | 858                    | Tată, Carol cel Temerar Mama, Ermentrude de Orléans.                  | octombrie 844 | 860 Căsătorie anulată | Æthelbald         | –          |                                         |                        |                     |
|         | Wulfrida               | –                                                                     | –             |                       |                   | –          | –                                       | –                      | ? Ethelred I        |
|         | Ealhswith              | Tată, Æthelred Mucil. Mama, Eadburh                                   |               | 868                   | 23 aprilie 871    | –          | 26 octombrie 899                        | 5 decembrie 905        | Alfred cel Mare     |
|         | Ælfflæd                | –                                                                     | –             | circa 899             | circa 899         | –          | –                                       | (după 924?)            | Eduard cel Bătrân   |
|         | Eadgifu de Kent        | –                                                                     | –             | circa 919             | circa 919         | –          | 17 iulie 924                            | 25 august 968          | Eduard cel Bătrân   |
|         | Ælfgifu de Shaftesbury | –                                                                     | –             | –                     | –                 | –          | 944?                                    | 944?                   | Edmund I Magnificul |
|         | Æthelflæd de Damerham  | Tată, Ælfgar                                                          | –             | 944                   | 944               | –          | 26 mai 946                              | între 962 (975) și 991 | Edmund I Magnificul |
|         | Ælfgifu                | Mama, Æthelgifu                                                       | –             | 955                   | 955               | –          | 958 Căsătorie anulată                   | septembrie 959         | Eadwig              |
|         | Ælfthryth              | Tată, Ordgar                                                          |               | 964/965               | 964/965           | 11 mai 973 | 8 iulie 975                             | 17 noiembrie 999–1001  | Edgar Pașnicul      |
|         | Ælfgifu de York        | Thored                                                                | –             |                       |                   | –          | –                                       | –                      | Ethelred II         |
|         | Emma a Normandiei      | Tată, Richard I, Duce de Normandia Mama, Gunnora, Ducesă de Normandia | circa 985     | 1002                  | 1002              | –          | 25 decembrie 1013 la detronarea soțului | 6 martie 1052          | Ethelred II         |

## Casa de Danemarca, 1013–1014
| Portret | Nume                   | Părinți | Naștere | Căsătorie | A devenit consort | Încoronare | A încetat să fie consort | Deces | Soț             |
| ------- | ---------------------- | ------- | ------- | --------- | ----------------- | ---------- | ------------------------ | ----- | --------------- |
|         | Świętosława a Poloniei |         |         | 996       | 25 decembrie 1013 | –          | 3 februarie 1014         |       | Sweyn Forkbeard |

## Casa de Wessex (restaurată), 1014–1016
| Portret | Nume                        | Părinți                                                               | Naștere   | Căsătorie | A devenit consort                      | Încoronare | A încetat să fie consort          | Deces         | Soț         |
| ------- | --------------------------- | --------------------------------------------------------------------- | --------- | --------- | -------------------------------------- | ---------- | --------------------------------- | ------------- | ----------- |
|         | Emma a Normandiei (din nou) | Tată, Richard I, Duce de Normandia Mama, Gunnora, Ducesă de Normandia | circa 985 | 1002      | 3 februarie 1014 la rstaurarea soțului | –          | 23 aprilie 1016 la decesul soțulu | 6 martie 1052 | Ethelred II |
|         | Ealdgyth                    | –                                                                     |           | 1015      | 23 aprilie 1016                        | –          | 30 noiembrie 1016                 |               | Edmund II   |

## Casa de Danemarca, 1016–1042
| Portret | Nume                        | Părinți                                                               | Naștere   | Căsătorie  | A devenit consort | Încoronare | A încetat să fie consort             | Deces         | Soț           |
| ------- | --------------------------- | --------------------------------------------------------------------- | --------- | ---------- | ----------------- | ---------- | ------------------------------------ | ------------- | ------------- |
|         | Emma a Normandiei (din nou) | Tată, Richard I, Duce de Normandia Mama, Gunnora, Ducesă de Normandia | circa 985 | iulie 1017 | iulie 1017        | –          | 12 noiembrie 1035 la decesul soțului | 6 martie 1052 | Knut cel Mare |

## Casa de Wessex (restaurată) și Casa de Godwin, 1042–1066
| Portret | Nume            | Părinți                                                  | Naștere    | Căsătorie     | A devenit consort | Încoronare           | A încetat să fie consort             | Deces             | Soț                 |
| ------- | --------------- | -------------------------------------------------------- | ---------- | ------------- | ----------------- | -------------------- | ------------------------------------ | ----------------- | ------------------- |
|         | Edith de Wessex | Tată, Godwin, Conte de Wessex Mama, Gytha Thorkelsdóttir | 1029       | 1045          | 1045              | Nu a fost încoronată | 4 ianuarie 1066 la decesul soțului   | 19 decembrie 1075 | Eduard Confesorul   |
|         | Ealdgyth        | Tată, Ælfgar, Conte de Mercia Mama, Ælfgifu              | circa 1057 | ianuarie 1066 | ianuarie 1066     | Nu a fost încoronată | 14 octombrie 1066 la decesul soțului | 1066              | Harold II Godwinson |

## Casa de Normandia, 1066–1135, & 1141
| Portret | Nume                       | Părinți                                                                            | Naștere        | Căsătorie         | A devenit consort                        | Încoronare            | A încetat să fie consort                | Deces             | Soț       |
| ------- | -------------------------- | ---------------------------------------------------------------------------------- | -------------- | ----------------- | ---------------------------------------- | --------------------- | --------------------------------------- | ----------------- | --------- |
|         | Matilda de Flandra         | Tată, Baldwin al V-lea, Conte de Flandra Mama, Adela a Franței, Contesă de Flandra | circa 1031     | 1053              | 25 decembrie 1066 la ascensiunea soțului | 11 mai 1068           | 2 noiembrie 1083                        | 2 noiembrie 1083  | William I |
|         | Matilda a Scoției          | Tată, Malcolm al III-lea al Scoției Mama, Margareta a Scoției                      | circa 1080     | 11 noiembrie 1100 | 11 noiembrie 1100                        | 11 (?) noiembrie 1100 | 1 mai 1118                              | 1 mai 1118        | Henric I  |
|         | Adeliza de Louvain         | Tată, Godfrey I, Conte de Leuven Mama, Ida de Namur.                               | circa 1103     | 24 ianuarie 1121  | 24 ianuarie 1121                         | 30 ianuarie 1121      | 1 decembrie 1135 la decesul soțului     | 23 aprilie 1151   | Henric I  |
|         | Geoffrey al V-lea de Anjou | Tată, Fulk al V-lea de Anjou Mama, Ermengarde de Maine.                            | 24 august 1113 | 1128              | 7 aprilie 1141 la ascensiunea soției     | -                     | 1 noiembrie 1141 "la detronarea soției" | 7 septembrie 1151 | Matilda   |

## Casa de Blois, 1135–1154
| Portret | Nume                | Părinți                                                    | Naștere    | Căsătorie | A devenit consort                        | Încoronare     | A încetat să fie consort | Deces      | Soț    |
| ------- | ------------------- | ---------------------------------------------------------- | ---------- | --------- | ---------------------------------------- | -------------- | ------------------------ | ---------- | ------ |
|         | Matilda de Boulogne | Tată, Eustace III, Conte de Boulogne Mama, Maria a Scoției | circa 1105 | 1125      | 22 decembrie 1135 la ascensiunea soțului | 22 martie 1136 | 3 mai 1152               | 3 mai 1152 | Ștefan |

## Casa Plantagenet, 1154–1485
| Portret | Blazon | Nume                  | Părinți                                                                     | Naștere             | Căsătorie                         | A devenit consort                        | Încoronare           | A încetat să fie consort                    | Deces              | Soț                 |
| ------- | ------ | --------------------- | --------------------------------------------------------------------------- | ------------------- | --------------------------------- | ---------------------------------------- | -------------------- | ------------------------------------------- | ------------------ | ------------------- |
|         | -      | Eleanor de Aquitania  | Tată, William al X-lea, Duce de Aquitania Mama, Aenor de Châtellerault      | circa 1122          | 18 mai 1152                       | 25 octombrie 1154 la ascensiunea soțului | 19 decembrie 1154    | 6 iulie 1189 la decesul soțului             | 1 aprilie 1204     | Henric II           |
|         |        | Margareta a Franței   | Tată, Ludovic al VII-lea al Franței Mama, Constance de Castilia             | 1157                | 1162                              | 1170 la ascensiunea soțului              | 27 august 1172       | 11 iunie 1183 la decesul soțului            | 1197               | Henric Tânărul Rege |
|         | -      | Berengaria de Navara  | Tată, Sancho al VI-lea de Navara Mama, Sancha a Castiliei, regină a Navarei | Între 1165 și 1170  | 12 mai 1191                       | 12 mai 1191                              | 12 mai 1191          | 6 aprilie 1199 la ascensiunea soțului       | 23 decembrie 1230  | Richard I           |
|         | -      | Isabella de Angoulême | Tată, Aymer of Angoulême Mama, Alice of Courtenay                           | circa 1187          | 24 august 1200                    | 24 august 1200                           | 8 octombrie 1200     | 18 sau 19 octombrie 1216 la decesul soțului | 31 mai 1246        | Ioan                |
|         |        | Eleanor de Provence   | Tată, Ramon Berenguer IV, Conte de Provence Mama, Beatrice de Savoia        | circa 1223          | 14 ianuarie 1236                  | 14 ianuarie 1236                         | 20 ianuarie 1236     | 16 noiembrie 1272 la decesul soțului        | 24 iunie 1291      | Henric III          |
|         |        | Eleanor de Castilia   | Tată, Ferdinand al III-lea al Castiliei Mama, Ioana, Contesă de Ponthieu    | 1241                | 1 noiembrie 1254                  | 16 noiembrie 1272 la ascensiunea soțului | 19 august 1274       | 28 noiembrie 1290                           | 28 noiembrie 1290  | Eduard I            |
|         |        | Margareta a Franței   | Tată, Filip al III-lea al Franței Mama, Maria de Brabant                    | 1282                | 8 sau 10 septembrie 1299          | 8 sau 10 septembrie 1299                 | Nu a fost încoronată | 7 iulie 1307 la decesul soțului             | 14 februarie 1317  | Eduard I            |
|         |        | Isabella a Franței    | Tată, Filip al IV-lea al Franței Mama, Ioana I de Navara                    | Între 1288 and 1296 | 25 ianuarie 1308                  | 25 ianuarie 1308                         | 25 februarie 1308    | 20 ianuarie 1327 la detronarea soțului      | 22 august 1358     | Eduard II           |
|         |        | Philippa de Hainault  | Tată, William I, Conte de Hainaut Mama, Ioana de Valois, Contesă de Hainaut | 24 iunie 1314       | 24 ianuarie 1328                  | 24 ianuarie 1328                         | 18 februarie 1330    | 15 august 1369                              | 15 august 1369     | Eduard III          |
|         |        | Anne de Boemia        | Tată, Carol al IV-lea, Împărat Roman Mama, Elizabeth de Pomerania           | 11 mai 1366         | 20 ianuarie 1383 (?)              | 20 ianuarie 1383 (?)                     | 22 ianuarie 1383 (?) | 7 iunie 1394                                | 7 iunie 1394       | Richard II          |
|         |        | Isabella de Valois    | Tată, Carol al VI-lea al Franței Mama, Isabeau de Bavaria                   | 9 noiembrie 1387    | 31 octombrie sau 1 noiembrie 1396 | 31 octombrie sau 1 noiembrie 1396        | 8 ianuarie 1397      | 30 septembrie 1399 la detronarea soțului    | 13 septembrie 1409 | Richard II          |

### Casa de Lancaster, 1399–1461, 1470–1471
| Portret | Blazon | Nume                | Părinți                                                                 | Naștere           | Căsătorie        | A devenit consort | Încoronare        | A încetat să fie consort          | Deces           | Soț       |
| ------- | ------ | ------------------- | ----------------------------------------------------------------------- | ----------------- | ---------------- | ----------------- | ----------------- | --------------------------------- | --------------- | --------- |
|         |        | Ioana de Navara     | Tată, Carol al II-lea de Navara Mama, Ioana de Valois, regină a Navarei | circa 1370        | 7 februarie 1403 | 7 februarie 1403  | 26 februarie 1403 | 20 martie 1413 la decesul soțului | 9 iulie 1437    | Henric IV |
|         |        | Ecaterina de Valois | Tată, Carol al VI-lea al Franței Mama, Isabeau de Bavaria               | 27 octombrie 1401 | 2 iunie 1420     | 2 iunie 1420      | 23 februarie 1421 | 31 august 1422 la decesul soțului | 3 ianuarie 1437 | Henric V  |
|         |        | Margareta de Anjou  | Tată, René de Anjou Mama, Isabella, Ducesă de Lorena                    | 23 martie 1430    | 23 aprilie 1445  | 23 aprilie 1445   | 30 mai 1445       | 21 mai 1471 Husband's death       | 25 august 1482  | Henric VI |

### Casa de York, 1461–1470, 1471–1485
| Portret | Blazon | Nume                | Părinți                                                                        | Naștere       | Căsătorie     | A devenit consort                    | Încoronare   | A încetat să fie consort          | Deces          | Soț         |
| ------- | ------ | ------------------- | ------------------------------------------------------------------------------ | ------------- | ------------- | ------------------------------------ | ------------ | --------------------------------- | -------------- | ----------- |
|         |        | Elizabeth Woodville | Tată, Richard Woodville, 1st Earl Rivers Mama, Jacquetta of Luxembourg         | circa 1437    | 1 mai 1464    | 1 mai 1464                           | 26 mai 1465  | 9 aprilie 1483 la decesul soțului | 8 iunie 1492   | Eduard IV   |
|         |        | Anne Neville        | Tată, Richard Neville, Conte de Warwick Mama, Anne Neville, Contesă de Warwick | 11 iunie 1456 | 12 iulie 1472 | 26 iunie 1483 la ascensiunea soțului | 6 iulie 1483 | 16 martie 1485                    | 16 martie 1485 | Richard III |

## Casa Tudor, 1485–1603
| Portret | Blazon | Nume               | Părinți                                                                              | Naștere            | Căsătorie        | A devenit consort | Încoronare                                           | A încetat să fie consort            | Deces                       | Soț         |
| ------- | ------ | ------------------ | ------------------------------------------------------------------------------------ | ------------------ | ---------------- | ----------------- | ---------------------------------------------------- | ----------------------------------- | --------------------------- | ----------- |
|         |        | Elisabeta de York  | Tată, Eduard al IV-lea al Angliei Mama, Elizabeth Woodville                          | 11 februarie 1466  | 18 ianuarie 1486 | 18 ianuarie 1486  | 25 noiembrie 1487                                    | 11 februarie 1503                   | 11 februarie 1503           | Henric VII  |
|         |        | Caterina de Aragon | Tată, Ferdinand al II-lea de Aragon Mama, Isabela I a Castiliei                      | 16 decembrie 1485  | 11 iunie 1509    | 11 iunie 1509     | 24 iunie 1509                                        | 23 mai 1533 Căsătorie anulată       | 7 ianuarie 1536             | Henric VIII |
|         |        | Anna Boleyn        | Tată, Thomas Boleyn, Conte de Wiltshire Mama, Elizabeth Boleyn, Contesă de Wiltshire | Între 1501 și 1507 | 28 mai 1533      | 28 mai 1533       | 1 iunie 1533                                         | 17 mai 1536 Căsătorie anulată       | 19 mai 1536 Executată       | Henric VIII |
|         |        | Jane Seymour       | Tată, John Seymour Mama, Margery Wentworth                                           | Între 1507 și 1509 | 30 mai 1536      | 30 mai 1536       | Nu a fost încoronată; Proclamată regină 4 iunie 1536 | 24 octombrie 1537                   | 24 octombrie 1537           | Henric VIII |
|         |        | Anne de Cleves     | Tată, John III, Duce de Cleves Mama, Maria de Jülich-Berg                            | 22 septembrie 1515 | 6 ianuarie 1540  | 6 ianuarie 1540   | Nu a fost încoronată                                 | 9 iunie 1540 Căsătorie anulată      | 16 iulie 1557               | Henric VIII |
|         |        | Catherine Howard   | Tată, Lord Edmund Howard Mama, Joyce Culpeper                                        | Între 1520 și 1525 | 28 iulie 1540    | 28 iulie 1540     | Nu a fost încoronată                                 | 22 noiembrie 1541 Privată de titlu  | 13 februarie 1542 Executată | Henric VIII |
|         |        | Catherine Parr     | Tată, Sir Thomas Parr Mama, Maud Green, Lady Parr                                    | 1512               | 12 July 1543     | 12 July 1543      | Nu a fost încoronată                                 | 28 ianuarie 1547 la decesul soțului | 5 septembrie 1548           | Henric VIII |

### Consort disputat
| Portret | Blazon | Nume                              | Părinți                                                                               | Naștere | Căsătorie   | A devenit consort                   | Încoronare          | A încetat să fie consort           | Deces             | Soție |
| ------- | ------ | --------------------------------- | ------------------------------------------------------------------------------------- | ------- | ----------- | ----------------------------------- | ------------------- | ---------------------------------- | ----------------- | ----- |
|         |        | Lordul Guilford Dudley (Disputat) | Tată, John Dudley, Duce de Northumberland Mama, Jane Dudley, Ducesă de Northumberland | 1536    | 15 mai 1553 | 10 iulie 1553 la ascensiunea soției | Nu a fost încoronat | 19 iulie 1553 la detronarea soției | 12 februarie 1554 | Jane  |

## Casa Stuart, 1603–1707
| Portret | Blazon | Nume                         | Părinți                                                                           | Naștere           | Căsătorie                                | A devenit consort                        | Încoronare          | A încetat să fie consort             | Deces              | Soț      |
| ------- | ------ | ---------------------------- | --------------------------------------------------------------------------------- | ----------------- | ---------------------------------------- | ---------------------------------------- | ------------------- | ------------------------------------ | ------------------ | -------- |
|         |        | Anna a Danemarcei            | Tată, Frederic al II-lea al Danemarcei Mama, Sophie de Mecklenburg-Güstrow        | 14 octombrie 1574 | 23 noiembrie 1589                        | 24 martie 1603 la ascensiunea soțului    | 25 iulie 1603       | 4 martie 1619                        | 4 martie 1619      | Iacob I  |
|         |        | Henrietta Maria a Franței    | Tată, Henric al IV-lea al Franței Mama, Maria de Medici                           | 25 noiembrie 1609 | 11 mai 1625 (prin procură) 13 iunie 1625 | 11 mai 1625 (prin procură) 13 iunie 1625 | Nu a fost încoronat | 30 ianuarie 1649 la decesul soțului  | 10 septembrie 1669 | Carol I  |
|         |        | Ecaterina de Braganza        | Tată, Ioan al IV-lea al Portugaliei Mama, Luisa de Guzman                         | 25 noiembrie 1638 | 21 mai 1662                              | 21 mai 1662                              | Nu a fost încoronat | 6 februarie 1685 la decesul soțului  | 30 noiembrie 1705  | Carol II |
|         |        | Mary de Modena               | Tată, Alfonso IV d'Este, Duce de Modena Mama, Laura Martinozzi                    | 5 octombrie 1658  | 30 septembrie 1673 (prin procură)        | 6 februarie 1685 la ascensiunea soțului  | 23 aprilie 1685     | 12 februarie 1689 la decesul soțului | 7 mai 1718         | Iacob II |
|         |        | Prințul George al Danemarcei | Tată, Frederic al III-lea al Danemarcei Mama, Sophie Amalie de Brunswick-Lüneburg | 2 aprilie 1653    | 28 iulie 1683                            | 8 martie 1702 la ascensiunea soției      | Nu a fost încoronat | 1 mai 1707 Actul Uniunii 1707        | 28 octombrie 1708  | Anna     |